# Tom Hiariej
Tom Hiariej est un ancien footballeur néerlandais, né le 25 juin 1988 à Winschoten aux Pays-Bas. Il évoluait comme arrière droit.

## Palmarès
Néant